# Federazione pallavolistica del Mozambico
La Federazione mozambicana di pallavolo (por. Federação Moçambicana de Voleibol, FMV) è un'organizzazione fondata per governare la pratica della pallavolo in Mozambico.
Organizza il campionato maschile e femminile, e pone sotto la propria egida la nazionale maschile e femminile.
Ha aderito alla FIVB nel 1978.